# 서울교통공사 2000호대 초퍼제어 전동차
서울교통공사 2000호대 초퍼제어 전동차는 1983년에 서울 지하철 2호선 추가 개통을 대비하여 도입된 서울교통공사의 통근형 전동차다. 현재 모든 편성이 퇴역했다. 퇴역후 모든 편성도 폐차됐다.

## 기술적 사양
대한민국 최초로 초퍼 제어 방식을 적용한 전동차로, 이는 전기적인 스위칭에 의하여 전동차의 속도를 제어하는 방식이다. 미쓰비시 전기에서 개발한 전장품을 도입하였으며 그 원형은 일본의 제도고속도교통영단(현 도쿄메트로)에서 세계 최초로 도입한 초퍼 제어 전동차인 6000계 혹은 그 계열인 7000계 전동차에 기초하고 있다. 특히 초퍼에 의한 스위칭 작용으로 최초 가속시의 충격이 덜해 승차감이 크게 향상되었으며, 회생제동이 가능케 되어 지하터널의 열 축적 현상의 해결과 에너지 절약에도 기여하였다. 멜코 초퍼 제어 차량은 1개의 제어기기가 2량분 7개의 전동기를 제어하였다.

## 과거 편성
성수지선이나 신정지선의 전동차가 검수로 인하여 빠질 시, 이 차량들이 성수지선 운행 시 4량으로, 신정지선 운행 시 6량으로 각각 조성되어서 운행하는 경우가 있었다.

### MELCO형
초창기에 도입된 차량의 경우 보조전원장치로 전동발전기(MG)가 장착되었으나, 1990년대에 도입된 차량들은 정지형인버터(SIV)가 장착되었다.
|           | ◇◇              |                 |                 | ◇◇              |                 |                 |                 | ◇◇              |           |  |
| 20XX      | 21XX            | 22XX            | 23XX            | 24XX            | 25XX            | 26XX            | 27XX            | 28XX            | 29XX      |  |
| Mc        | M'              | T               | T               | M'              | M               | T               | T               | M'              | Mc        |  |
| ←내선순환 | ※XX는 편성 번호 | ※XX는 편성 번호 | ※XX는 편성 번호 | ※XX는 편성 번호 | ※XX는 편성 번호 | ※XX는 편성 번호 | ※XX는 편성 번호 | ※XX는 편성 번호 | 외선순환→ |  |

| 객차번호       | 설치된 전장품                                            |
| -------------- | -------------------------------------------------------- |
| 20XX           | Mc(운전실,보조전원장치,공기압축기,축전기,견인전동기(TM)) |
| 21XX           | M'(팬터그래프,추진제어장치,견인전동기(TM))               |
| 22XX (구,26XX) | T(무동력객차)                                            |
| 23XX (구,27XX) | T(무동력객차)                                            |
| 24XX (구,22XX) | M'(팬터그래프,추진제어장치,견인전동기(TM))               |
| 25XX (구,24XX) | M (보조전원장치,공기압축기,축전기,견인전동기(TM))        |
| 26XX (구,28XX) | T(무동력객차)                                            |
| 27XX (구,29XX) | T(무동력객차)                                            |
| 28XX (구,23XX) | M'(팬터그래프,추진제어장치,견인전동기(TM))               |
| 29XX (구,25XX) | Mc(운전실,보조전원장치,공기압축기,축전기,견인전동기(TM)) |

### GEC형
보조전원장치 중 전동발전기를 MG가 아닌 MA로 칭하며, 일부 객차에 한하여 정지형인버터(SIV)가 장착되었다.
|           |                 | ◇◇              |                 | ◇◇              |                 |                 |                 | ◇◇              |           |  |
| 20XX      | 21XX            | 22XX            | 23XX            | 24XX            | 25XX            | 26XX            | 27XX            | 28XX            | 29XX      |  |
| Tc        | M               | M'              | M               | M'              | T               | T               | M               | M'              | Tc        |  |
| ←내선순환 | ※XX는 편성 번호 | ※XX는 편성 번호 | ※XX는 편성 번호 | ※XX는 편성 번호 | ※XX는 편성 번호 | ※XX는 편성 번호 | ※XX는 편성 번호 | ※XX는 편성 번호 | 외선순환→ |  |

| 객차번호 | 설치된 전장품                                         |
| -------- | ----------------------------------------------------- |
| 20XX     | Tc(운전실)                                            |
| 21XX     | M(보조전원장치,축전지,추진제어장치,견인전동기(TM))    |
| 22XX     | M'(팬터그래프,공기압축기,추진제어장치,견인전동기(TM)) |
| 23XX     | M(보조전원장치,축전지,추진제어장치,견인전동기(TM))    |
| 24XX     | M'(팬터그래프,공기압축기,추진제어장치,견인전동기(TM)) |
| 25XX     | T(무동력객차)                                         |
| 26XX     | T(무동력객차)                                         |
| 27XX     | M(보조전원장치,축전지,추진제어장치,견인전동기(TM))    |
| 28XX     | M'(팬터그래프,공기압축기,추진제어장치,견인전동기(TM)) |
| 29XX     | Tc(운전실)                                            |

## 도입 역사

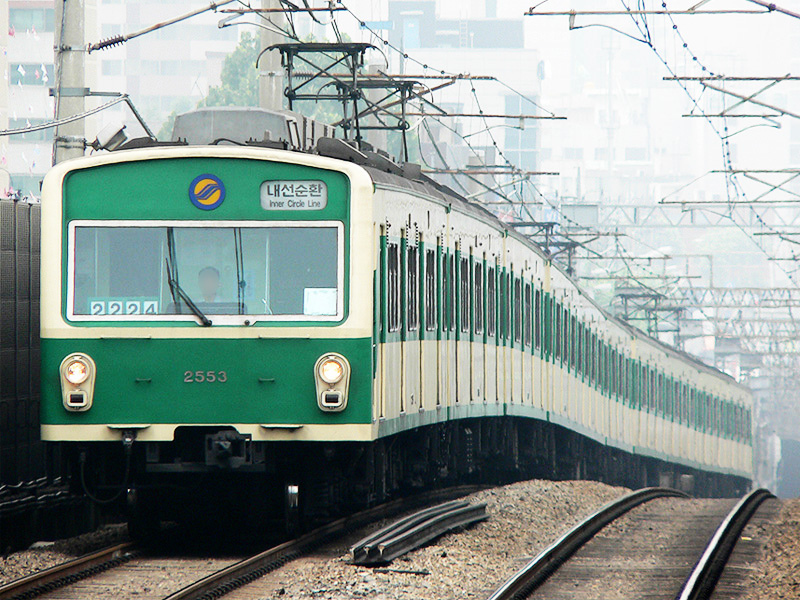
구 253편성

MELCO형 1차분은 1983년, 2차분은 1986년~1991년, 3차분은 1992년~1993년에 도입되었으며, GEC형 1차분은 1983년~1984년, 2차분은 1991년, 3차분은 1993년~1994년 도입되었다. 서울교통공사 3000호대 초퍼제어 전동차 이적분은 서울교통공사 3000호대 초퍼제어 전동차 문서를 참고하기 바란다.

### 1차 도입분 (1983년~1984년)
MELCO형
- 215~239편성 (총 25편성, 102량(215~238편성: 96량 + 239편성: 6량)) - 1983년 도입
- 제작사: 현대정공

GEC형
- 261~275편성(변경 전 301~315편성) (총 15편성 90량) - 1983년~1984년 도입
- 제작사: 대우중공업

1983년 서울 지하철 2호선 개통과 함께 도입되었다. 1983년부터 1984년까지 MELCO형 4량 24개 편성(215~238편성)과 6량 1개 편성(239편성), GEC형 6량 15개 편성(261~275편성)이 반입되었다.
MELCO형 차량의 경우 운전 객차 상단이 열차 번호 표시 영역이 적용되었으나, 열차 번호 체계 조정과 함께 운전실 창문 쪽으로 변경되면서 측면 행선 안내 게시기가 추가되었다.
261~275편성의 경우 초기엔 3000호대(301~315편성)였다가 서울교통공사 4000호대 초퍼제어 전동차 이적과 함께 2000호대(261~275편성)로 개정됐다. 이후 2005년 차적 정리와 함께 MELCO형은 차대번호 순서가 20XY~29XY로 정리됐다.
2007년 서울교통공사 2000호대 VVVF 전동차 도입과 함께 2008년 11월까지 모두 폐차됐다.

### 2차 도입분 (1986년,1989년~1991년)
MELCO형
- 215~238편성 (6량 증결분, 총 24편성 48량) - 1986년 도입
- 206(변경 전 245편성), 240~244편성 (총 6편성 36량) - 1989년 도입
- 207~213편성(변경 전 246~252편성) (총 7편성 42량) - 1990년 도입
- 206~213, 228~238, 240~244편성 (10량 증결분, 총 24편성 96량) - 1991년 도입
- 제작사: 현대정공

GEC형
- 261~263, 270, 272, 275편성(조성 변경 전 270~275편성) (10량 증결분, 총 6편성 24량) - 1991년 도입
- 제작사: 대우중공업

1986년 서울 지하철 2호선 객차 증비와 함께 MELCO형 무동력차(T) 48량이 도입되었다. 이후 1989년 추가 증비를 위해 MELCO형 6량 6개 편성(240~245편성)이 추가 도입되었고, 1990년 서울 지하철 2호선 증차와 함께 6량 7개 편성(246~252편성)이 추가 도입되었다. 
이후 1991년 서울 지하철 2호선 10량화와 함께 중간차 MELCO형 96량, GEC형 24량 등 120량이 추가 도입되어 2호선은 MELCO형 10량 24개, GEC형 10량 6개 편성이 재적되었다. 
중간차로 도입된 일부 차량은 개조 및 재조성되어 VVVF 전동차 228~231, 271~272편성 중 무동력차(T), MELCO형 237~239편성과 236편성 중 4량, GEC형 273~274편성으로 차호를 부여받아 운행했으며(일부는 조기 폐차) 현재는 모두 폐차되었다. 1989년~1991년 도입된 구 206~213편성(차호 개정 전 구 245~252편성), 240~244편성도 폐차되었다.

### 3차 도입분 (1992년~1994년)
MELCO형
- 215~227, 239편성 (10량 증결분, 총 14편성 56량) - 1992년 도입
- 214편성(변경 전 253편성) (총 1편성 10량) - 1993년 도입
- 제작사: 현대정공

GEC형
- 264~269, 271, 273~274편성 (10량 증결분, 총 9편성 36량) - 1993년 도입
- 293~295편성 (총 3편성 30량) - 1994년 도입
- 제작사: 대우중공업

1992년~1993년 서울 지하철 2호선 10량화와 함께 중간차 MELCO형 56량, GEC형 36량 등 92량이 추가 도입되었으며 이 차량부터는 3분할 상부 개폐식 창문이 적용되었다.
이후 서울 지하철 2호선 차량 증비를 위하여 1993년 MELCO형 10량 1개 편성(253편성), 1994년 GEC형 10량 3개 편성(293~295편성)이 도입되어 2호선은 MELCO형 10량 39개 편성(215~253편성), GEC형 10량 35개 편성(261~295편성) 등이 재적되었다. 이는 서울교통공사 3000호대 초퍼제어 전동차 이적분이 포함되었다.
중간차로 도입된 일부 차량은 개조 및 재조성되어 VVVF 전동차 223~227편성 중 무동력차(T), 개조저항 246~248편성 중 2량, MELCO형 232~235편성과 236편성 중 6량, GEC형 275~277편성으로 차호를 부여받아 운행했으며 현재는 모두 폐차되었다. 1993년~1994년 도입된 구 214편성(차호 개정 전 구 253편성), 293~295편성도 폐차되었다.

### 개조분 (2007년~2009년)
MELCO형
- 신정차량사업소 소속: 232~239편성 (총 10량 8편성) - 2007년~2008년 도입

GEC형
- 군자차량사업소 소속: 273~277편성 (총 10량 5편성) - 2008년~2009년 도입

1983년~1984년 도입분 MELCO쵸퍼 구 215~239편성, GEC쵸퍼 구 261~275편성 10량화와 함께 도입된 부수차를 활용하여 개조한 초퍼제어 전동차이다. 본래 이 차량은 1983년~1984년 도입된 차량이 2007년~2009년 내구 연한 25년 경과와 함께 폐차되면서 남는 증차분을 조합하여 일부 동력차(M), 무동력차(T) 객실에 운전실(Mc, Tc)을 설치하는 개조를 하면서 차대 번호도 개정하여 MELCO쵸퍼 구 232~239편성, GEC쵸퍼 구 273~277편성으로 부여받았다. 개조 초퍼제어 전동차 중 MELCO쵸퍼 구 232~235편성은 1992년 제작 전체 차량이 3분할 상부 개폐식 창문이고, 구 236편성은 1991년~1992년 제작 중간의 4량만 낙창식이고 나머지 6량은 3분할 상부 계폐식이고, 구 237~239편성은 1991년 제작 전 차종이 낙창식 창문으로 되어있다. 개조된 GEC쵸퍼 중 구 273~274편성은 1991년 제작 낙창식 창문으로 되어있고, 구 275~277편성은 1993년 제작 3분할 상부 개폐식으로 되어있다. 개조차량은 기본적으로 객실 내부를 제외한 차량 전면 및 측면에 LED 행선 안내게시기를 설비하였다. 단 개조된 GEC형 열차는 측면에 LED 행선 안내게시기가 설치되지 않았다.

## 현황

### MELCO형 1차분
| 차호        | 도입 시기 | 운행 중단 시기 | 비고 |
| ----------- | --------- | -------------- | ---- |
| 구 215 편성 | 1983년    | 2007년         |      |
| 구 216 편성 | 1983년    | 2007년         |      |
| 구 217 편성 | 1983년    | 2007년         |      |
| 구 218 편성 | 1983년    | 2007년         |      |
| 구 219 편성 | 1983년    | 2007년         |      |
| 구 220 편성 | 1983년    | 2008년         |      |
| 구 221 편성 | 1983년    | 2008년         |      |
| 구 222 편성 | 1983년    | 2008년         |      |
| 구 223 편성 | 1983년    | 2007년         |      |
| 구 224 편성 | 1983년    | 2008년         |      |
| 구 225 편성 | 1983년    | 2008년         |      |
| 구 226 편성 | 1983년    | 2007년         |      |
| 구 227 편성 | 1983년    | 2007년         |      |
| 구 228 편성 | 1983년    | 2008년         |      |
| 구 229 편성 | 1983년    | 2008년         |      |
| 구 230 편성 | 1983년    | 2008년         |      |
| 구 231 편성 | 1983년    | 2008년         |      |
| 구 232 편성 | 1983년    | 2007년         |      |
| 구 233 편성 | 1983년    | 2008년         |      |
| 구 234 편성 | 1983년    | 2008년         |      |
| 구 235 편성 | 1983년    | 2008년         |      |
| 구 236 편성 | 1983년    | 2008년         |      |
| 구 237 편성 | 1983년    | 2008년         |      |
| 구 238 편성 | 1983년    | 2008년         |      |
| 구 239 편성 | 1983년    | 2008년         |      |

### MELCO형 2차분
| 차호        | 도입 시기 | 운행 중단 시기 | 비고                               |
| ----------- | --------- | -------------- | ---------------------------------- |
| 구 206 편성 | 1989년    | 2018년         | 첫째로 245~253편성에서 개번되었다. |
| 구 207 편성 | 1990년    | 2019년         | 첫째로 245~253편성에서 개번되었다. |
| 구 208 편성 | 1990년    | 2018년         | 첫째로 245~253편성에서 개번되었다. |
| 구 209 편성 | 1990년    | 2019년         | 첫째로 245~253편성에서 개번되었다. |
| 구 210 편성 | 1990년    | 2018년         | 첫째로 245~253편성에서 개번되었다. |
| 구 211 편성 | 1990년    | 2019년         | 첫째로 245~253편성에서 개번되었다. |
| 구 212 편성 | 1990년    | 2014년         | 첫째로 245~253편성에서 개번되었다. |
| 구 213 편성 | 1990년    | 2019년         | 첫째로 245~253편성에서 개번되었다. |
| 구 214 편성 | 1993년    | 2020년         | 첫째로 245~253편성에서 개번되었다. |
| 구 240 편성 | 1989년    | 2018년         |                                    |
| 구 241 편성 | 1989년    | 2018년         |                                    |
| 구 242 편성 | 1989년    | 2018년         |                                    |
| 243 편성    | 1989년    | 2018년         |                                    |
| 244 편성    | 1989년    | 2018년         |                                    |

### MELCO형 개조분
| 차호        | 도입 시기     | 개조 시기      | 운행 중단 시기 | 비고 |
| ----------- | ------------- | -------------- | -------------- | ---- |
| 구 232 편성 | 1992년        | 2007년         | 2020년         |      |
| 구 233 편성 | 1992년        | 2008년         | 2020년         |      |
| 구 234 편성 | 1992년        | 2008년         | 2020년         |      |
| 구 235 편성 | 1992년        | 2008년         | 2020년         |      |
| 구 236 편성 | 1991년~1992년 | 2008년         | 2019년         |      |
| 구 237 편성 | 1991년        | 2008년         | 2020년         |      |
| 구 238 편성 | 1991년        | 2008년         | 2020년         |      |
| 구 239 편성 | 1990년~1991년 | 2008년, 2015년 | 2016년         |      |

### GEC형 1차분
| 차호        | 도입 시기 | 운행 중단 시기 | 비고 |
| ----------- | --------- | -------------- | ---- |
| 구 261 편성 | 1983년    | 2008년         |      |
| 구 262 편성 | 1983년    | 2008년         |      |
| 구 263 편성 | 1983년    | 2008년         |      |
| 구 264 편성 | 1983년    | 2008년         |      |
| 구 265 편성 | 1984년    | 2009년         |      |
| 구 266 편성 | 1984년    | 2009년         |      |
| 구 267 편성 | 1984년    | 2009년         |      |
| 구 268 편성 | 1984년    | 2009년         |      |
| 구 269 편성 | 1984년    | 2009년         |      |
| 구 270 편성 | 1984년    | 2008년         |      |
| 구 271 편성 | 1984년    | 2009년         |      |
| 구 272 편성 | 1984년    | 2009년         |      |
| 구 273 편성 | 1984년    | 2009년         |      |
| 구 274 편성 | 1984년    | 2009년         |      |
| 구 275 편성 | 1984년    | 2009년         |      |

### GEC형 3, 4호선 이적분
| 차호        | 도입 시기 | 운행 중단 시기 | 비고 |
| ----------- | --------- | -------------- | ---- |
| 구 276 편성 | 1985년    | 2010년         |      |
| 구 277 편성 | 1985년    | 2009년         |      |
| 구 278 편성 | 1991년    | 2019년         |      |
| 구 279 편성 | 1991년    | 2019년         |      |
| 구 280 편성 | 1991년    | 2020년         |      |
| 구 281 편성 | 1991년    | 2018년         |      |
| 구 282 편성 | 1991년    | 2020년         |      |
| 구 283 편성 | 1991년    | 2020년         |      |
| 구 284 편성 | 1991년    | 2020년         |      |
| 구 285 편성 | 1989년    | 2017년         |      |
| 구 286 편성 | 1989년    | 2018년         |      |
| 구 287 편성 | 1989년    | 2019년         |      |
| 구 288 편성 | 1989년    | 2019년         |      |
| 구 289 편성 | 1989년    | 2019년         |      |
| 구 290 편성 | 1989년    | 2019년         |      |
| 구 291 편성 | 1989년    | 2018년         |      |
| 구 292 편성 | 1990년    | 2018년         |      |

### GEC형 3차분
| 차호        | 도입 시기 | 운행 중단 시기 | 비고 |
| ----------- | --------- | -------------- | ---- |
| 구 293 편성 | 1994년    | 2020년         |      |
| 294 편성    | 1994년    | 2019년         |      |
| 295 편성    | 1994년    | 2020년         |      |

### GEC형 개조분
| 차호        | 도입 시기 | 개조 시기 | 운행 중단 시기 | 비고 |
| ----------- | --------- | --------- | -------------- | ---- |
| 구 273 편성 | 1991년    | 2008년    | 2020년         |      |
| 구 274 편성 | 1991년    | 2008년    | 2020년         |      |
| 구 275 편성 | 1993년    | 2009년    | 2020년         |      |
| 구 276 편성 | 1993년    | 2009년    | 2020년         |      |
| 구 277 편성 | 1993년    | 2009년    | 2020년         |      |

## 특이 사항

### 전동차 가격 담합
1983년, MELCO 초퍼 전동차 전기 편성과 GEC 초퍼 전동차 1차 도입분 도입 당시 현대정공과 대우중공업이 출자하였는데, 두 회사의 담합으로 3차례 유찰되어 두 차량의 가격이 20억 원까지 치솟았다. 이후, 공정거래위원회에 의하여 별개의 분할 조치와 동시에, 과징금 처분을 받게 되었으며 MELCO 초퍼 전동차는 당시 일본 미쓰비시 전기와 제휴관계에 있었던 현대정공이, GEC 초퍼 전동차 1차 도입분은 당시 영국 GEC와 제휴관계였던 대우중공업에 의해 생산하게 되었다.

### 이름의 유래
이 차량의 통칭인 ‘MELCO 초퍼’와 ‘GEC 초퍼’는 주요 전장품을 제조한 업체가 미쓰비시와 GEC 전기였기 때문에 붙은 이름이다. 미쓰비시 사의 이름을 따 멜코(Mitsubishi ELectronic COrporation), GEC 사의 이름을 따 GEC, 제어 방식이 초퍼제어였으므로 초퍼라고 붙은 것이다.

### 측면안내 게시기 작동 중단
승강장 스크린도어 설치 이후 측면 행선안내 게시기를 제거하여 에너지를 절감하고 있으며, 흰색 바탕 서울교통공사 로고를 해당 자리에 부착하였다. MELCO 초퍼에 한해서만 Mc칸에 흰색 바탕으로 순 환으로 부착되었고 GEC 초퍼 중 293~295편성은 10량 모두 서울교통공사 로고가 부착되었다.

### 내구 연한도래에 따른 폐차
2007년부터 2010년까지 1983년~1985년 도입분 MELCO쵸퍼 구 215~239편성과 GEC쵸퍼 구 261~277편성이 내구 연한 도래와 함께 폐차되었다. 이후 2017년부터 2020년까지 1989년~1994년 도입분 MELCO쵸퍼 구 206~214, 232~244편성과 GEC쵸퍼 구 273~293, 295편성이 내구 연한 도래와 함께 폐차, 294편성은 2019년 8월 군자차량기지 구내 충돌사고 관계로 운행 중지되어 폐차되었다.

### GEC차량의 소음기 설치
GEC 초퍼제어 차량은 도입 초기엔 제동완해음이 워낙에 커서 승객들이 이 차를 타는 것을 기피한 경우가 있으나 2003년에 소음기가 장착되었다.

## 개조 역사

### 불연 내장재 교체 사업
2003년 대구 지하철 화재 참사를 계기로 강화된 철도차량의 내연기준으로 인하여 2005년까지 내구 연한이 충분한 1985년 이후 도입분 차량에 대해 내장재 교체가 완료되었다. 교체 사업에는 207~214, 289~295편성은 흥일기업, 나머지는 로윈이 참여하였다. 전체적으로 노선색에 맞추어 내장이 교체되었는데, 내부 색상은 흰색 계열을 사용한 것이 특징이며, 시트는 무광택 스테인리스 시트를 장착하였다. 다만, 사업 추진 기간 중 5년 내 폐차 계획이 수립된 노후 차량은 개조 대상에서 제외되었으며, 그 대신 객실 좌석만 난연재의 개별 좌석으로 교체되었고, 화재경보기와 객실 비상 통화 장치 등이 보강되었다.

### 일부 편성에 대한 편성번호 교환
2005년에 내구 연한 25년 만료로 저항제어 구 206~214편성이 폐차되면서, 초퍼제어 구 245~253편성이 구 206~214편성으로 개번되었다.

### 전장품 및 공기 압축기의 교체
초기에 반입된 MELCO형 전동차는 피스톤식 공기 압축기(C-2000M)를 적용하여 소음과 진동이 상당하였으나, 점차 스크류 구동 방식(YT2000DM1)으로 변경되어 소음 및 진동이 감소하였다. 초기에 도입되었던 GEC형 전동차는 구형의 피스톤식 압축기(3VC75C)가 스크류 구동 방식(YT2000DM4)으로 변경되어 소음을 낮추고 진동이 줄어들어 승차감을 높였다. 또한 초기 도입분의 발전기형(MG컨트롤러) 보조전원장치를 SIV로 설비, 개조하였다.

### 자전거전용칸 개조
2009년부터 자출족들의 이동 편의를 위해 구 279~280편성은 전동차 Tc(운전실이 있는 칸) 맨 앞에 자전거 전용칸 개조가 이루어졌다. 다만, 자전거는 주인이 직접 들고 다녀야 한다.

### 3~4호선 전동차 이적분신호장치 개조
3~4호선에서 운행한 GEC쵸퍼 전동차 첫째로 339~347, 428~435편성이 276~292편성으로 차호를 부여받고 이적되면서 노선에 맞게 도색이 변경되고, 신호장치 역시 ATC에서 ATS로 개조되었다.

## 사진

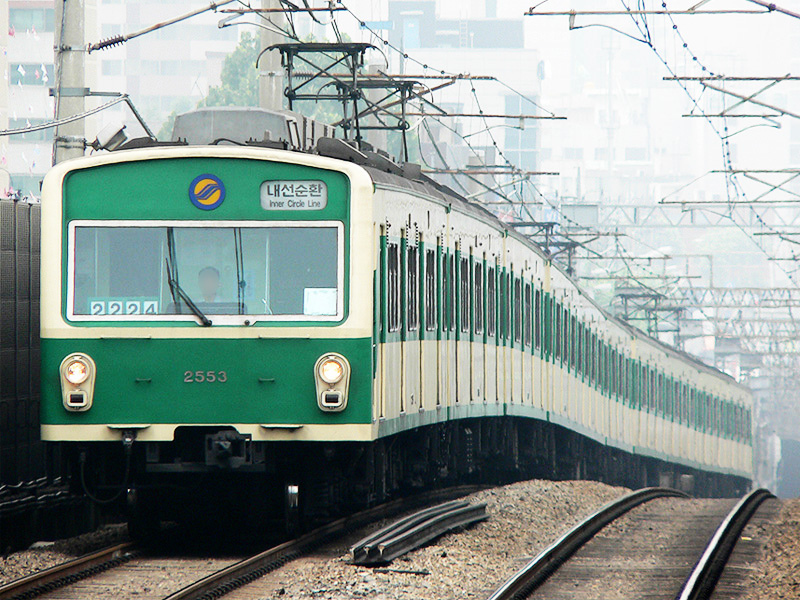
구 253편성 폐차
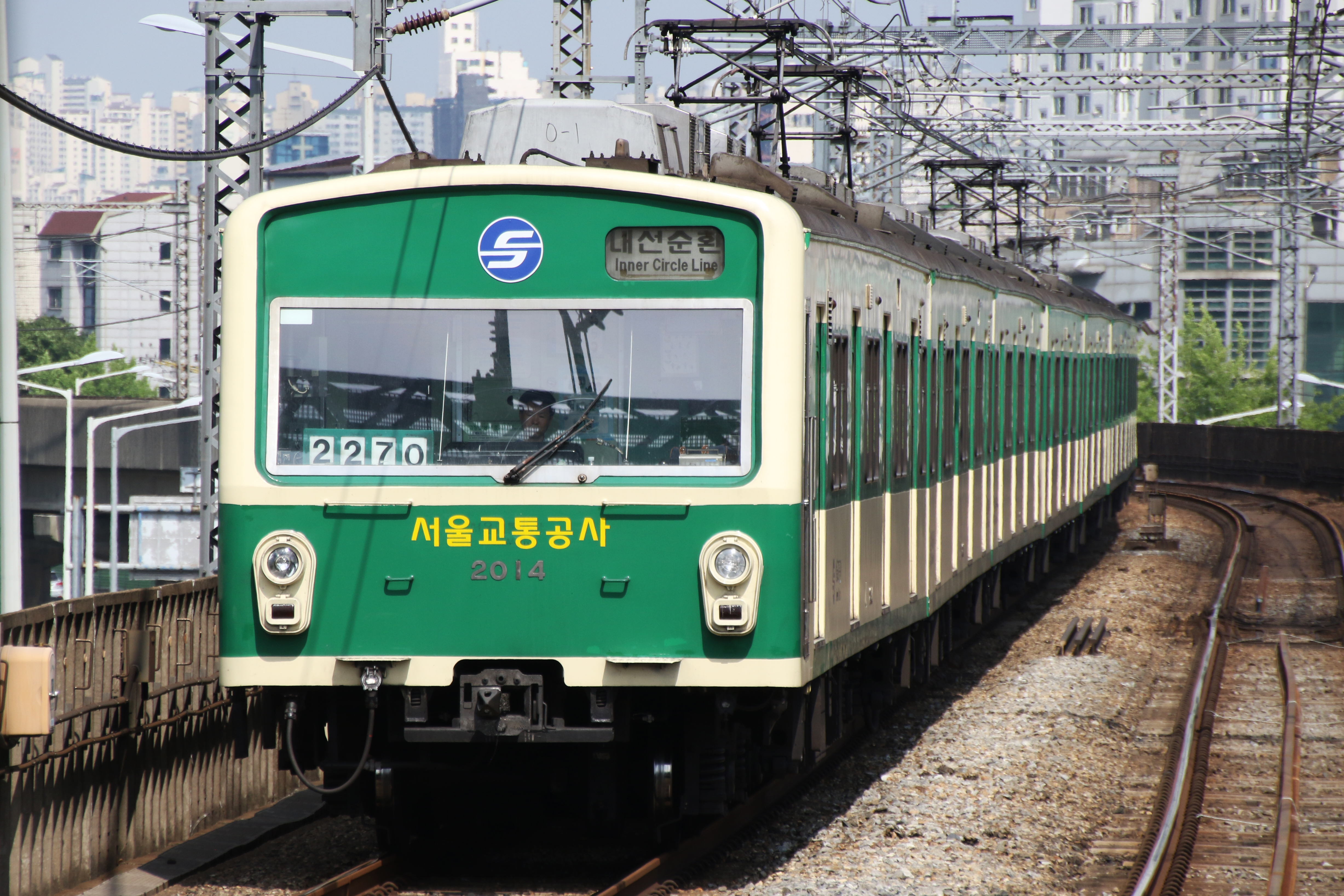
구 214편성 폐차
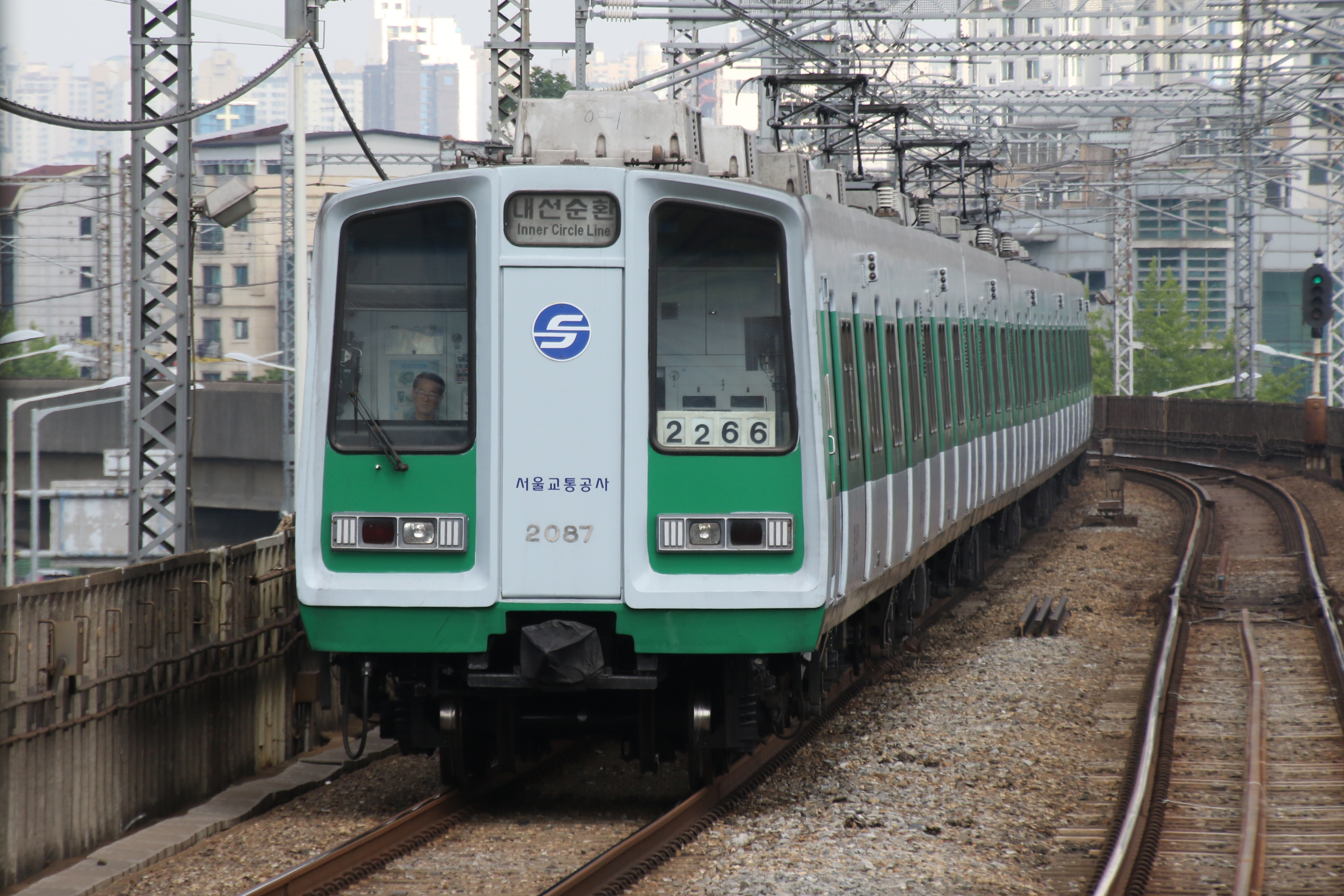
구 287편성 폐차
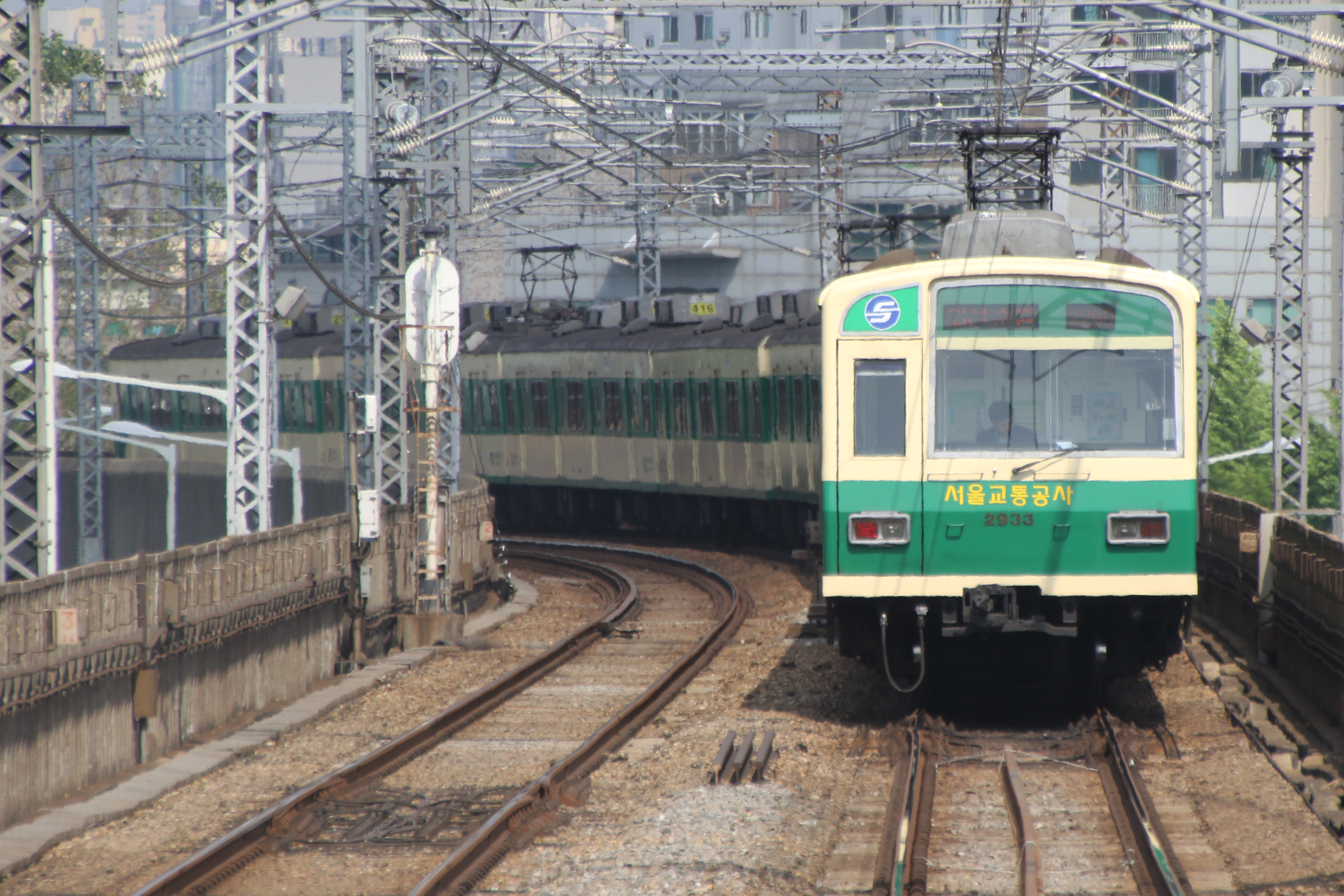
구 233편성 폐차
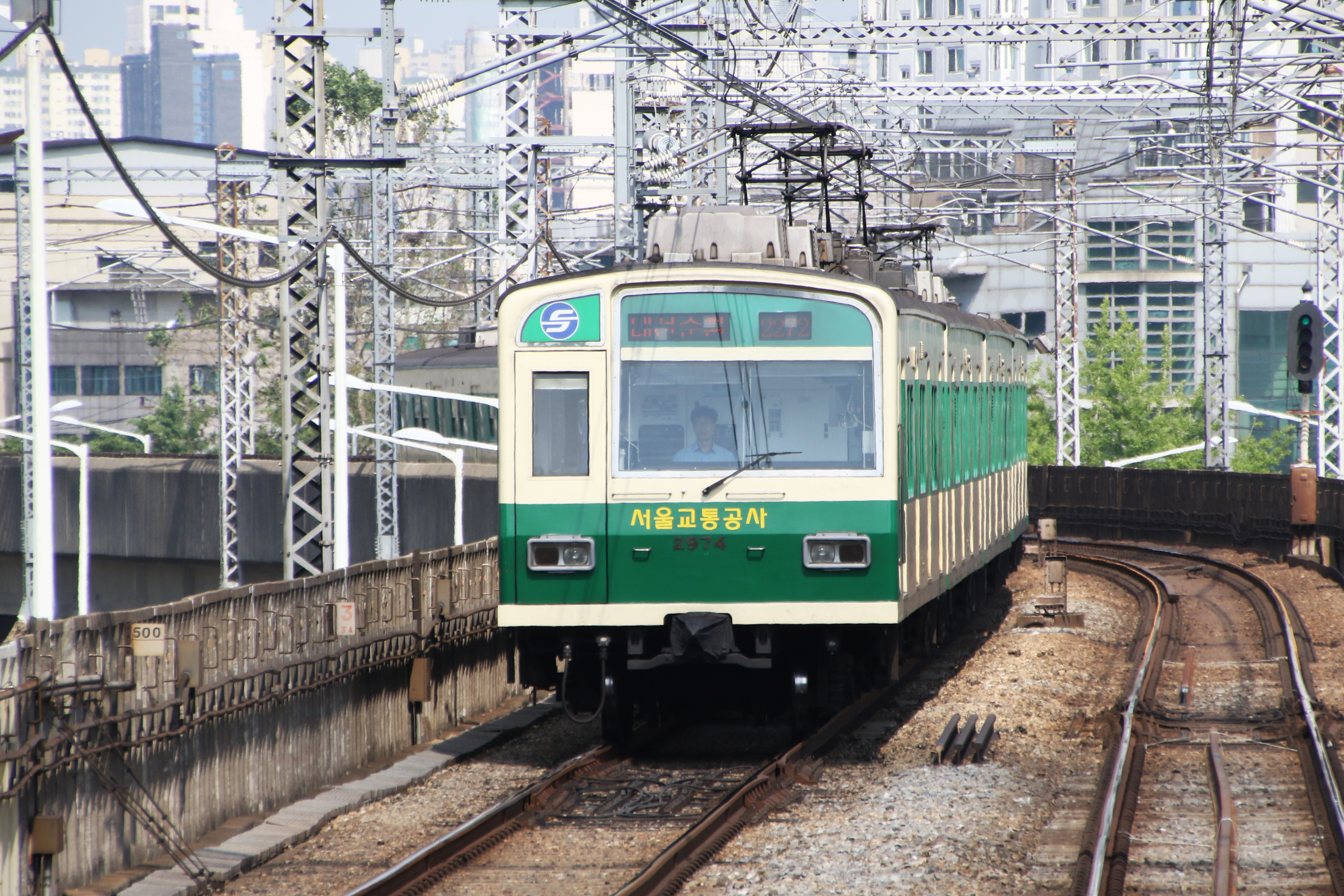
구 274편성 폐차
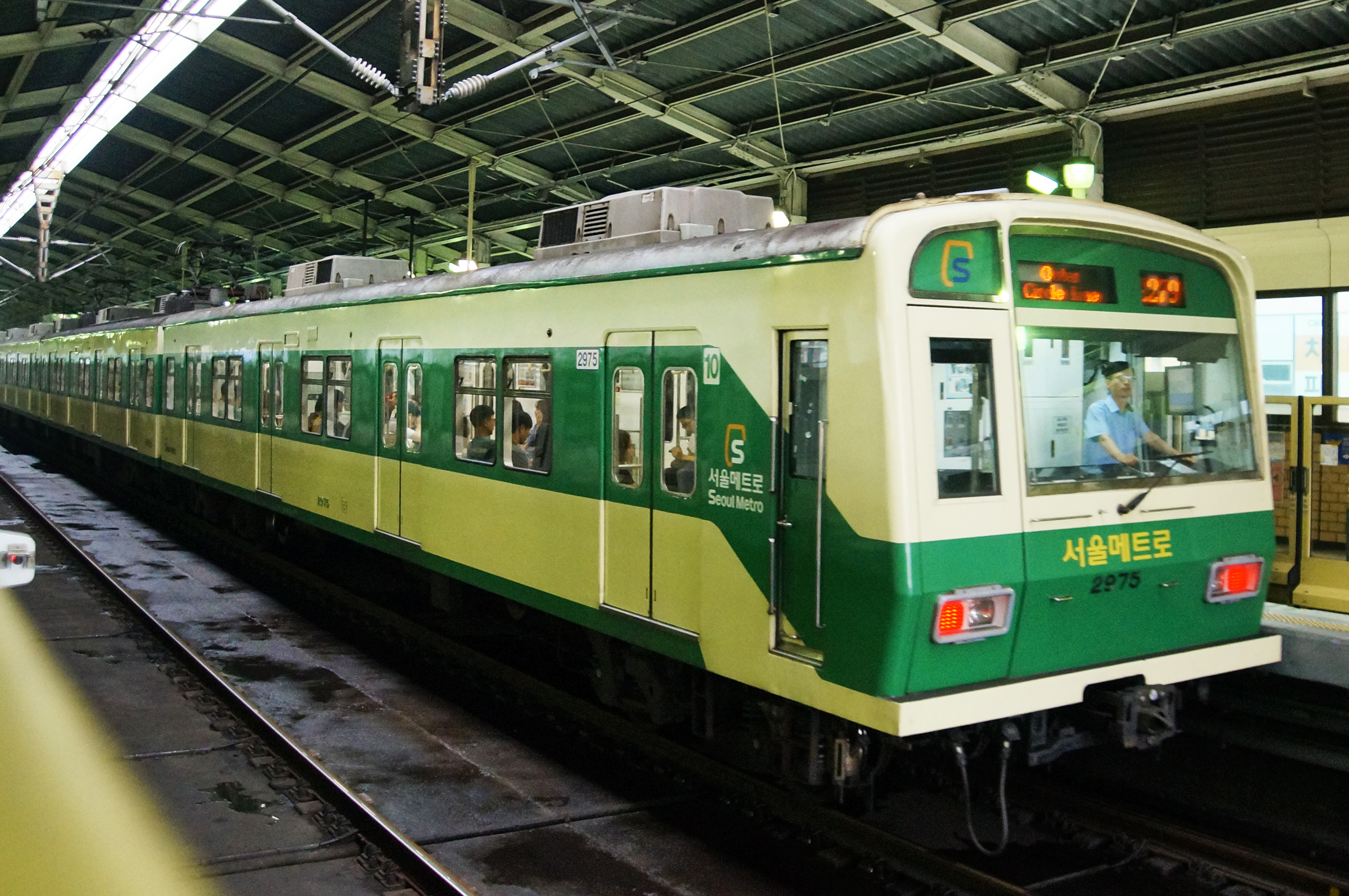
구 275 편성 폐차